# David Will (Sportfunktionär)
David Will, CBE (* 20. November 1936 in Edzell; † 25. September 2009) war ein schottischer Sportfunktionär.

## Leben
Will spielte in seiner Jugend selbst aktiv Fußball, musste seine Karriere jedoch nach einem Skiunfall aufgeben und wurde Rechtsanwalt. Er war über zwanzig Jahre lang Vorsitzender des Brechin City F.C. und ab 1983 zunächst Vizepräsident und seit 1984 Präsident des schottischen Fußballverbandes SFA. Zwischen 1984 und 1986 war er zudem im Exekutivkomitee der UEFA. 1990 wechselte er ins FIFA-Exekutivkomitee und wurde FIFA-Vizepräsident. Im Rahmen seiner Tätigkeit für die FIFA betreute er unter anderem die Fußball-Weltmeisterschaften 2002 in Japan und Korea und 2006 in Deutschland.
Will wurde 2002 zum Commander of the Order of the British Empire und 2007 zum FIFA-Vizepräsidenten ehrenhalber ernannt.